# Pronymphes mengeana
Pronymphes mengeana là một loài côn trùng trong họ Nymphidae thuộc bộ Neuroptera. Loài này được Hagen in Berendt miêu tả năm 1856.